# Atjimezmachi
Atjimezmachi (georgiska: აჩიმეზმახი) är ett berg i Georgien. Det ligger i regionen Abchazien, i den nordvästra delen av landet, 300 km nordväst om huvudstaden Tbilisi. Toppen på Gora Achimezmakh är 1 750 meter över havet.